# Litauen i Eurovision Song Contest 2011
Litauen deltog i Eurovision Song Contest 2011 i Düsseldorf, Tyskland. Landet valde artist och bidrag genom sin nationella uttagning Eurovizija 2011, som anordnades av Lietuvos nacionalinis radijas ir televizija (LRT). Det var från början högst osäkert om landet skulle ställa upp även 2011, men i slutet av november 2010 meddelade man att man skulle ställa upp trots allt.

## Tävlingsupplägg
I samband med att man meddelade att landet kommer att tävla i ESC 2011 meddelade man även tävlingsupplägget. Vem som helst kunde skicka in bidrag till LRT som sedermera skickade bidragen till en jury som i sin tur valde ut 44 av 70 inskickade. 
Under tre semifinaler, som sändes den 5, 12 och 19 februari, tävlade sammanlagt 44 artister, 14 i varje semifinal. De tre som i varje semifinal fått flest röster, i en kombination av jury- och telefonröster, gick vidare till finalen. Efter att de tre semifinalerna sändes valde LRT ut tre och tittarna ett wildcards som också kommer tävla i finalen.

## Finalen
Finalen ägde rum den 24 februari 2011.
| Nr | Artist                    | Bidrag                     | Text (t)/musik (m) | Resultat | Anmärkning         |
| -- | ------------------------- | -------------------------- | ------------------ | -------- | ------------------ |
| 1  | Monika                    | "Days go by"               |                    |          |                    |
| 2  | The Independent           | "7th Bus"                  |                    |          |                    |
| 3  | Sasha Son                 | "The Slogan of Our Nation" |                    |          |                    |
| 4  | Evelina Sašenko           | "C'est ma vie"             |                    | 1        |                    |
| 5  | Vigroses                  | "Freedom of Mind"          |                    |          |                    |
| 6  | Donny Montell             | "Let Me"                   |                    |          | Juryns wildcard    |
| 7  | Rūta Ščiogolevaitė        | "Break Free"               |                    |          |                    |
| 8  | Linas Adomaitis           | "Floating To You"          |                    |          |                    |
| 9  | Viktorija Ivaškevičiūtė   | "Be My Baby"               |                    |          |                    |
| 10 | Martynas Beinaris         | "Tomorrow And After"       |                    |          | Tittarnas wildcard |
| 11 | Urtė Šilagalytė           | "Candy Baby"               |                    |          | Juryns wildcard    |
| 12 | Liepa                     | "Laukiu"                   |                    |          |                    |
| 13 | Donny Montell & Sasha Son | "Best Friends"             |                    |          | Juryns wildcard    |

### Fotnoter
1. 1 2  http://www.eurovision.tv/page/news?id=22833&_t=43+nations+on+2011+participants+list!
2. ↑  ”Arkiverade kopian”. Arkiverad från originalet den 14 januari 2011. https://web.archive.org/web/20110114084350/http://www.esctoday.com/news/read/16460. Läst 11 januari 2011.
3. ↑  ”Arkiverade kopian”. Arkiverad från originalet den 23 februari 2011. https://web.archive.org/web/20110223112050/http://www.esctoday.com/news/read/16834. Läst 21 februari 2011.